# 5808 Babelʹ
5808 Babelʹ (1987 QV10) là một tiểu hành tinh vành đai chính được phát hiện ngày 27 tháng 8 năm 1987 bởi Karachkina, L. G. ở Nauchnyj.